# Raina (ca sĩ)
Đây là một tên người Triều Tiên, họ là Oh.
Oh Hye-rin (sinh ngày 7 tháng 5 năm 1989), thường được biết đến với nghệ danh Raina, là giọng ca chính của nhóm nhạc nữ Hàn Quốc After School, cô ra mắt nhóm vào tháng 11 năm 2009, sau khi nhóm phát hành đĩa đơn thứ hai, "Because of You. 
Raina trở thành ca sĩ solo vào tháng 9 năm 2014 với đĩa đơn "You End, And Me". Vào ngày 31/7/2017, Raina trở lại với đĩa đơn với bài hát chủ đề ''Loop'', có sự góp mặt của thành viên Aron (NU'EST).